# 朱睦㮮
朱睦㮮（1517年—1586年），字灌甫，號西亭、東陂居士，河南開封府人，祖籍直隸鳳陽府，明朝宗室，明朝鎮國中尉，周定王朱橚六世孫。
二十歲通五經，講業於水竹居之西，學者稱“西亭先生”。萬曆五年（1577年）舉為周藩宗正，諸王中藏書最富，明末清初的藏書家曹溶曾說“有明宗室，灌甫宗正為之最”。

## 著作
- 《五經稽疑》六卷
- 《授經圖傳》四卷
- 《韻譜》五卷
- 《陂上集》
- 《中州人物志》
- 《忠臣烈女傳》
- 《大明帝系》
- 《周國世系表》
- 《遜國紀纂》（《建文遜國褒忠錄》）
- 《中州文獻志》
- 《訓林》
- 《河南通志》
- 《周乘》
- 《開封郡志》

## 家庭

### 先世
- 高祖父：鎮平恭定王朱有爌
  - 曾祖父：鎮國將軍朱子圿
    - 祖父：輔國將軍朱同鎋
      - 父：奉國將軍朱安河，以孝行著稱

### 弟
- 鎮國中尉朱睦宲
- 鎮國中尉朱睦䛙
- 鎮國中尉朱睦採
- 鎮國中尉朱睦𣟑[1]，𣟑一作「樹」[2]
- 鎮國中尉朱睦𣕓，號西園[3]。𣕓一作「⿱⿰永禾木」[1]，又作[2]

### 妻
- 恭人梁氏
- 恭人蘇氏，生朱勤羹
- 繼李氏

### 子孫
- 子：輔國中尉朱勤羹
  - 孫：奉國中尉朱朝𧽑
  - 孫女：嫁劉耀祖
- 女：嫁金吾指揮袁學端